# 長谷川橋梁
長谷川橋梁（はせがわきょうりょう）は、福島県耶麻郡西会津町の長谷川に架かる東日本旅客鉄道（JR東日本）磐越西線の鉄道橋である。

## 概要
岩越線（現・磐越西線）の山都駅 - 野沢駅間の延伸工事に伴って1913年（大正2年）に完成した。尾登駅 - 野沢駅間の阿賀川支流である長谷川に架かる全長85mの橋梁である。
トラス桁の材料は東海道本線（現・御殿場線）第四相沢川橋梁から撤去された旧桁のものを使用したとされている。事実、桁の部材には旧桁のものと思われるリベットなどが残っている。1912年（明治45年/大正元年）に、本橋梁用として鉄道院新橋工場にてプラットトラスに改造後、転用された。
2016年に「磐越西線鉄道施設群」の一部として、土木学会選奨土木遺産に選ばれる。

## 構造
単線上路式プラットトラス（リベット結合）1連 + 上路式プレートガーダー4連の形式であり、トラスは鉄道院新橋工場製である。

## 周辺
- 福島県道339号大久保野沢停車場線
- 福島県道16号喜多方西会津線
- 国道49号
- 西会津町役場
- 西会津町立西会津中学校
- 西会津町立野沢小学校
- 道の駅にしあいづ